# Poul Tyron
Poul Tyron (11. juli 1917 – 26. maj 1976) var en dansk skuespiller og sceneinstruktør. Han var med i Kongeligt besøg fra 1954 og Far til fire i højt humør som nok hans mest kendte.